# Quai du Docteur-Dervaux
Le quai du Docteur-Dervaux est une voie de communication située à Asnières-sur-Seine.
Il est célèbre pour avoir été représenté par une toile de Vincent van Gogh, datant de 1887, intitulée Le Restaurant de la Sirène à Asnières.

## Situation et accès

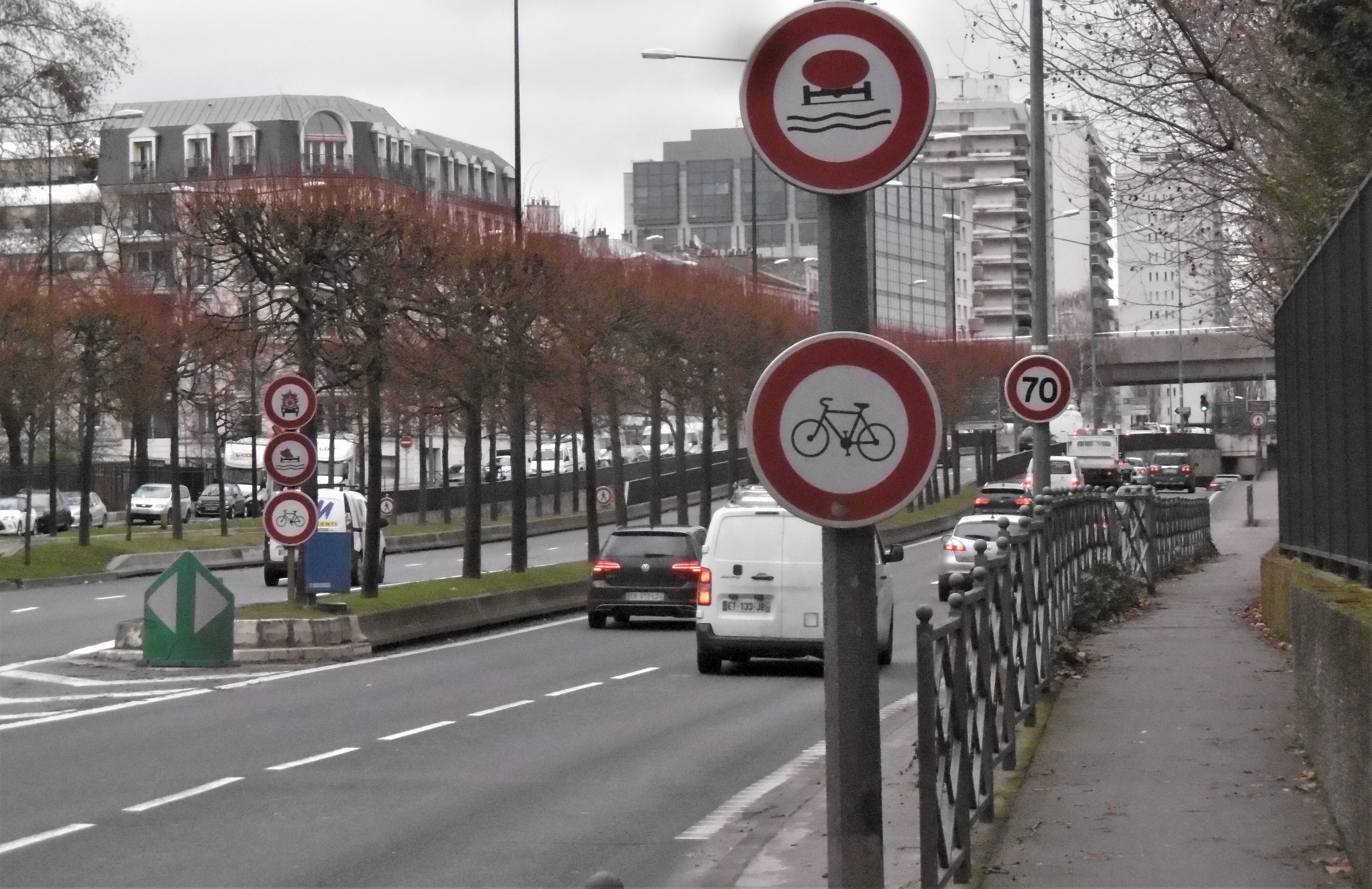
Sous le viaduc de la ligne 13.

Il suit le tracé de la route départementale 7 et est franchi par le viaduc de la ligne 13 du métro de Paris.
Sa desserte est assurée par la gare d'Asnières-sur-Seine.

## Origine du nom
Le quai porte le nom du docteur René Dervaux, né en 1910 à Roubaix, fusillé le 7 mars 1944 au Mont-Valérien.

## Historique
Ce quai a pendant des siècles été un chemin de halage tant que les navires qui parcouraient la Seine n'étaient pas motorisés.
Sa physionomie a été radicalement modifiée en 1975 par les travaux du pont ferroviaire prolongeant la ligne 13 du métro de Paris, le rattachement des îles Robinson et des Ravageurs à la terre ferme et l'augmentation du nombre de voies de circulation.  Ces travaux ont entraîné la destruction de l'immeuble situé au no 2, près de la rue Louis-Vion.

## Bâtiments remarquables et lieux de mémoire

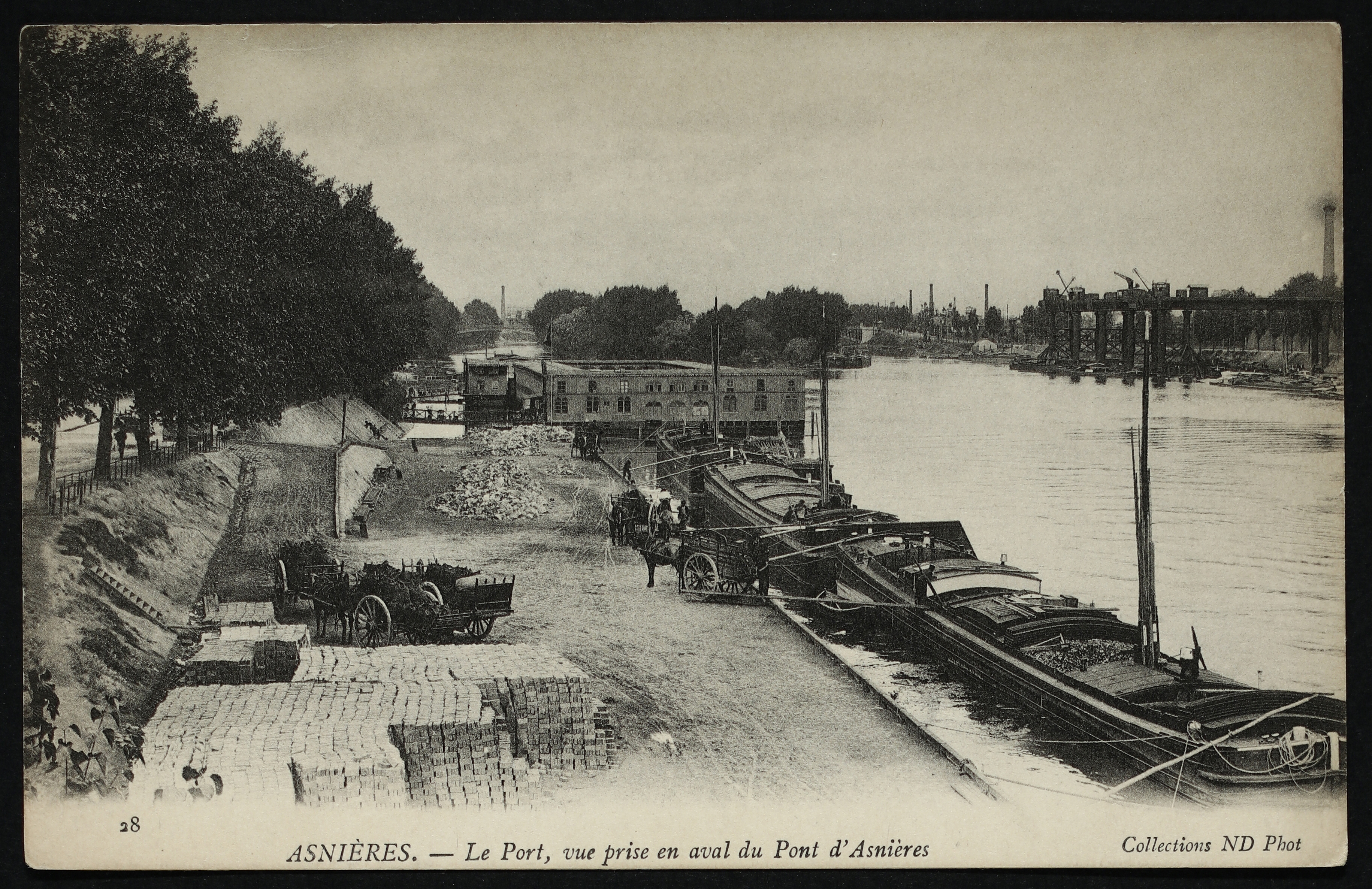
Le port, en aval du pont d'Asnières.

- Au no 7, Le Restaurant de la Sirène à Asnières, représenté par Vincent van Gogh en 1887.
- Parc Voyer-d'Argenson, créé entre 1750 et 1752.
- Cimetière des Chiens et le Parc Robinson[3], situés sur l'ancienne île Robinson.
- Ancien siège de la société Eiffage[4].
- Au no 125, une maison inscrite à l'Inventaire général du patrimoine culturel[5].